# スーパーマリオギャラクシー
『スーパーマリオギャラクシー』（英: Super Mario Galaxy）は、任天堂が開発し、2007年11月1日に発売されたWii用3Dアクションゲーム。

## 概要
本作は3Dマリオシリーズの第3作目である。プレイヤーはマリオとして、クッパからピーチと宇宙を救うために、120個の「パワースター」を集める旅に出る。ステージは複数の小さな星からなる多様な「ギャラクシー」で構成されており、ステージによって大きく変化する重力がゲームプレイの重要な要素となる。各ステージでは、特定の地点に到達してパワースターを入手し、シナリオを完了させて冒険を進める。マリオでパワースターを120個集めた後は、ルイージでもプレイ可能となり、より高い難易度を体験できる。マリオの操作はWiiリモコンとヌンチャクを用いて行う。特定のステージでは、モーションセンサーが搭載されたWiiリモコンの機能を使用する。
開発は、主に任天堂東京制作部が担当した。2004年後半に東京制作部の初作品である『ドンキーコングジャングルビート』が発売された後、任天堂の宮本茂が東京制作部で大規模なゲームを制作することを提案し、これがきっかけとなり開発が開始された。本作のコンセプトである球状地形のシステムは、2000年に任天堂スペースワールドで公開されたニンテンドー ゲームキューブの技術デモである『スーパーマリオ128』が基となっている。あらゆる年齢層の興味を引くゲームとなることを目指し、宇宙という設定を活かしてシリーズの他作品より自由なデザインがなされている。ディレクターは小泉歓晃が担当、サウンドトラックは横田真人と近藤浩治が作曲し、マリオシリーズ初となるオーケストラが採用された。
本作は、グラフィック、重力の概念、ステージデザイン、サウンドトラック、シナリオ、ストーリーの点で高い評価を得た。レビュー収集サイトのGameRankingsが2019年に閉鎖された時点で、史上最高の評価を受けたゲームでもあった。大手のゲーム関連出版物で「ゲーム・オブ・ザ・イヤー」などを受賞し、英国アカデミー賞ゲーム部門ベストゲーム賞を受賞した最初の任天堂のゲームともなった。また、2022年9月時点で9番目に売れたWiiゲームであり、全世界で1280万本を売り上げた。2011年にNintendo Selectsタイトルとして、2015年にWii Uのニンテンドーeショップでダウンロードソフトとして発売された。また、2018年には中国のNvidia Shieldでも発売された。2020年にはNintendo Switchで発売された『スーパーマリオ 3Dコレクション』の収録作品の一つとなった。
2010年に本作の続編である『スーパーマリオギャラクシー2』がWiiで発売された。

## ゲーム内容

### 設定
プレイヤーは様々なギャラクシーを冒険し、その中でシナリオを完了させたり、ボスを倒したりすることで獲得できるパワースターを集めていく。一つのギャラクシーは冒険のステージとなる大小様々な星から構成されている。惑星には重力があり、プレイヤーはゲーム画面に対して横向きや逆さまに歩き、惑星を一周することができる。さらに、惑星から別の惑星に飛び移ることも可能である。ゲームプレイは3Dアクションが中心となっているが、ゲーム内には一部プレイヤーの動きが2Dになる場面も存在する。
冒険の拠点は「ほうき星の天文台」である。ここには6つのドームがあり、それぞれのドームから複数のギャラクシーに移動することができる。ゲーム全体では、42のギャラクシーがある。6つのドームのうち5つにはボスステージが存在し、そこでクッパまたはクッパJr.を倒すことで、特別なパワースターである「グランドスター」を獲得して次のドームへと進むことが可能となる。パワースターを収集することで、移動可能なギャラクシーが増え、さらに多くのパワースターを収集できる。マリオでパワースターを120個集めると、ルイージでもプレイ可能になる。マリオとルイージの両キャラクターで120個のパワースターを収集すると、両キャラクターで新たなシナリオが1つ追加される。そのシナリオを完了すると最後のパワースターを入手でき、Wii伝言板にキャラクターの記念写真が付いたメールが届く。

### 操作

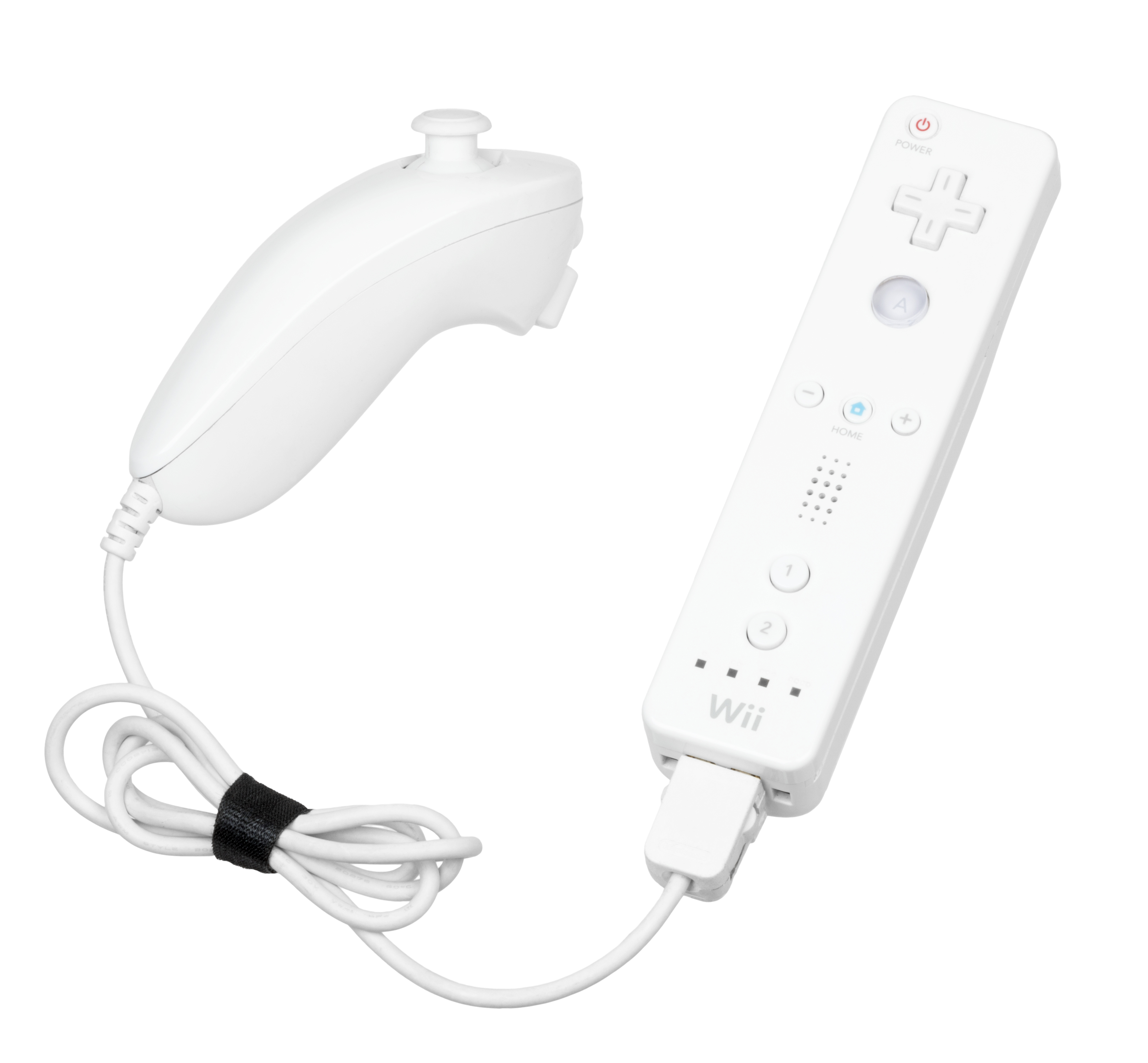
Wiiリモコンとヌンチャク。

操作はWiiリモコンとヌンチャクを用いて行う。マリオのアクションには、走り幅跳び、壁ジャンプ、様々な宙返りなどがあるが、これらのほとんどは『スーパーマリオ64』から直接引き継がれている。本作で追加された操作には、Wiiリモコンのモーションセンサーのポインター機能を活用したものがある。ポインターとは、ゲーム画面にWiiリモコンを向けると現れる星形のカーソルのようなものである。ポインターは「スターピース」という金平糖の形の物体を回収するのに用いられる。スターピースはポインターに向けて射出することもでき、敵に当てて気絶させたり、「ハラペコチコ」というキャラクターに餌として与えたりするために使える。加えて、ステージ上の「スターキャプチャー」という中に星が入った青い小さな球体に向けてポインターを使用することで、マリオを球体へ引き寄せることができる。その他、浮遊する泡の中に入って進むステージでは、ポインターを使用して風を吹き込み、泡を操作することができる。
マリオが体を回転させるスピンは敵を気絶させたり、障害物を破壊するなどの主に近距離での攻撃に使用される。また、「スターリング」というステージ上の発射台となる星型の輪でスピンを使用することで、惑星の間を移動でき、ツルを登る、アイススケートをする、ボルトを緩める、ステージ上の仕掛けを起動することにも使用される。さらに、Wiiリモコンの機能は、エイに乗ったり、障害物コースでは玉乗りをして移動したりするなど、様々な仕掛けで使用される。

### パワーアップとライフ

UIを簡単に示した図。左上から右へ時計回りに、パワースターの数、ライフ、コインとスターピースの数、残機数が表示されている。

マリオに一時的な能力を付与するパワーアップが9種類存在する。例として、ハチやオバケ、バネの能力を付与する特別なキノコがある。「ハチキノコ」を使用すると空中を飛び続けることができ、花や雲を足場として利用したり、特殊な壁に張り付いて移動できる。また、「オバケキノコ」を使用すると浮遊できるほか、透明になり、特定の壁をすり抜けることができる。「バネキノコ」を使用すると、他の方法では到達できない高い場所にジャンプできる。その他、「ファイアフラワー」の使用時にはファイアボールを投げることができ、「アイスフラワー」の使用時には炎攻撃に対する耐性が付与され、水面に近づくと足元が氷の足場になる。また、レインボースターの使用時には、マリオが無敵状態になり、移動速度が上昇する。
マリオの体力は3つのライフで構成されており、敵との接触などにより1つずつ減るが、コインを取れば回復する。マリオが水中を泳いでいるときには空気の残量が表示され、なくなるとライフが減る。泡に触れることで空気の残量は増える。ライフが0になると、ゲームオーバーとなり、残機が1つ減り、所定のチェックポイントに戻される。ライフUPキノコを使用すると、ライフを一時的に6まで拡張できる。流砂などに飲み込まれたり、障害物に押し潰されたり、ブラックホールや奈落の穴に落下するなどした場合には即死となる。1UPキノコを取ったり、ライフを失わずにコインを50枚集めたり、スターピースを50個収集することで、残機が1つ増える。

### マルチプレイヤー
2人用のアシストプレイモードでは、1人のプレイヤーがマリオを操作し、もう1人がWiiリモコンのみを使用して画面上の2つ目のポインターを操作し、スターピースを集めて敵などに発射する。また、2人目のプレイヤーもマリオをジャンプさせることができ、1人目と2人目のプレイヤーが同時にボタンを押すと、マリオのジャンプの高さを上げることができる。2人目のプレイヤーは、ポインターを向けることで一部の敵の動作を止めることもできる。

## ストーリー
キノコ王国では百年に一度の「星くず祭」が開催される。その祭りの夜、マリオはピーチからの招待状を持ってピーチ城に向かう。マリオが到着すると、突如クッパが飛行船に乗って現れる。クッパは街に火の玉を放ち、キノコ王国の住民をクリスタルの中に閉じ込める。そして、クッパは自身の新たな銀河の誕生にピーチ姫を立ち会わせるために、ピーチ姫のいるピーチ城を空飛ぶ円盤を使って城ごと鎖で吊り上げる。マリオはピーチ姫を救おうとするものの、クッパの手下カメックに宇宙の彼方へと弾き飛ばされ、小さな惑星に辿り着く。気を失っていたマリオは目覚め、星の子「ベビィチコ」と「ロゼッタ」に出会う。ロゼッタは自分自身を、「ほうき星の天文台」を使って宇宙を旅する「星を観る者」であると説明する。ロゼッタは、クッパによって天文台の動力源であるパワースターが全て奪われ、天文台が動けなくなったため、宇宙に散らばった「パワースター」を集めてほしいとお願いする。マリオはパワースターを取り戻して天文台の動力を取り戻すために地球を飛び出し、宇宙を冒険することとなる。マリオは冒険の中で、クッパやクッパJr.と闘い、ルイージやキノピオなどのキノコ王国の仲間たちと出会う。
全てのグランドスターを集めたマリオは、クッパのいる銀河の中心に向かう。クッパの仕掛けを突破したマリオは、クッパの目的がピーチ姫とともに全宇宙を支配することだと知る。マリオはクッパを倒してピーチ姫を救出したが、クッパの力を失った星が爆発し、全てを飲み込むブラックホールに変質する。チコたちはブラックホールを破壊するために自らを犠牲にし、飛び込む。ブラックホールの特異点が超新星爆発を起こしたことで、新たな宇宙ができた。その後、ロゼッタがマリオの前に現れ、死んだ星は新しい星として生まれ変わることを告げる。マリオはピーチ姫やクッパとともにキノコ王国で目覚める。そして、マリオは宇宙に現れた新たなギャラクシーを祝福する。パワースターを120個集めると、ロゼッタはプレイヤーに感謝し、生まれ変わったチコとともにほうき星の天文台に乗って再び宇宙を旅する。

## 開発

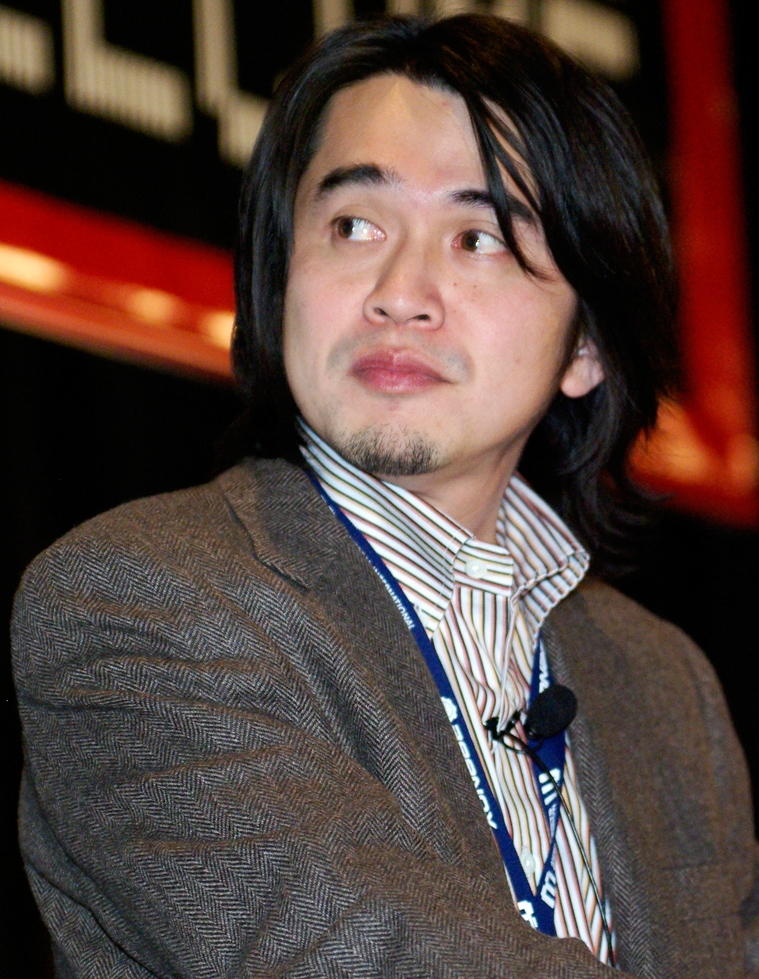
本作のディレクター兼デザイナーである小泉歓晃は、2000年の任天堂スペースワールドの技術デモンストレーションで公開された能力を組み込むというアイデアを持っていた。

本作のゲームプレイのコンセプトは、ニンテンドー ゲームキューブの処理能力を実証するために2000年の任天堂スペースワールドで公開された技術デモンストレーションである『スーパーマリオ128』で用いられたアイデアから生まれた。そのディレクターであった小泉歓晃（本作でもディレクターを務めた）は、『マリオ128』で使われた円盤状のステージを発展させて本格的な球状地形のゲームを制作することを望んでいた。しかし、技術的な困難が予想されたため、制作に踏み切れなかった。小泉がプロデューサーを務める任天堂東京制作部が2004年後半に『ドンキーコングジャングルビート』の開発を終了した後、スーパーマリオの生みの親である宮本茂は、次の大規模なマリオゲームに取り組むことを東京制作部に提案し、球状地形のコンセプトを実現させるよう促した。物理システムのプロトタイプの構築には3か月を要し、球状地形を用いる舞台設定には宇宙空間にある惑星が最適と判断され、重力の概念も取り入れられた。開発中、デザイナーは京都本社の宮本とアイデアを交換してゲームデザインについて提案を受けることが多かった。小泉によれば、Wii自体の開発が始まる前の段階で、既に多くのアイデアが考え出されていた。
E3 2006にて「Wiiの発売から6カ月以内に『マリオギャラクシー』を発売する」という発表があったが、実際にはWiiの発売から11カ月後に発売された。これは、プレイヤーが「本当に買ってよかった」と思うことを開発者側が優先させたからであった。ゲームのプロデューサー兼プログラマーである清水隆雄は、「もし『マリオギャラクシー』の評価が低ければ、「東京制作部を撤収する」くらいの意気込みであった」と述べている。
マリオが「スピン」攻撃を行うというアイデアは、開発の初期段階で、球状地形上でジャンプして敵を踏むのが一部のプレイヤーには難しいと判断されたことから生まれた。清水は、3Dアクションでは走ることが基本であると指摘し、攻撃する最も簡単な方法はジャンプではなくスピンすることだと結論づけた。スピン攻撃は、当初、ゲームキューブコントローラーのアナログスティックを回転させる操作で発動していた。プラットフォームがWiiに決定された直後は、ヌンチャクのコントロールスティックを回転させることでスピンする仕様だったが、開発の途中でWiiリモコンに傾きセンサーが搭載されることとなり、Wiiリモコンを振ることでスピンできるように変更された。経験の浅いプレイヤーでも楽しめる要素として、1人のプレイヤーがマリオを操作し、もう1人がWiiリモコンでポインター操作ができるアシストモードが採用された。また、3Dアクションゲームではカメラ操作が初心者プレイヤーにとって負担になるが、本作ではカメラ操作が自動化された。カメラワークを見やすくするために多くのモニターの意見が反映されている。
開発チームは、「5歳から95歳」までがゲームを楽しむことができるように、開発の初期段階では難易度を低めに設定していた。しかし、宮本は、簡単すぎて緊張感に欠け、挑戦する意欲が失われるとゲームに対する興奮も失われると指摘した。難易度のバランスを取るために、小泉はマリオのライフの最大値を8ではなく3にすべきだと提案し、その代わりに大量の1UPキノコと中間ポイントをステージに配置することで再プレイを容易にした。振り返りのインタビューで任天堂社長の岩田聡は、ライフを8から3に減らすことのゲームプレイへの影響は、「実際にゲームを遊んでいる人には見えにくいことの代表」であると述べた。
ゲームプレイの中心的な要素である重力と球状地形をゲームに実装する方法について、複数のアイデアが出された。共同デザイナーの林田宏一は当初、球状地形をジャンプベースのゲームに組み込むことに懐疑的で「相性が悪い」と考えていた。清水もこのアイデアに否定的で、技術的な理由から球状地形の実装が不可能となることを懸念していた。そのため、開発の計画が最終的に決定されたとき、清水は危機感を覚えた。しかし、開発終盤になってデバッグを始めた清水は、ゲームプレイが「新鮮な感覚」であることに気付き、「これまでにないようなゲームをプレイしている」と感じるようになった。ステージデザイナーの白井太志は、林田や清水とは異なり、新しいゲームプレイ要素に肯定的な印象を抱いていた。白井は、さまざまな種類の惑星で走ることができるというアイデアに好感を持ち、アイスクリームやリンゴの形をした星などのデザインを思いついた。本作は宇宙を舞台にしたゲームであったため、開発チームは他のマリオのゲームでは実装が困難となるようなアイデアを考案することができた。白井によると、球状地形を扱うことの利点は、新しいものを設計し、発見できることであり、ゲームのデザイン担当である元倉健太も同様に、プレイヤーが「スムーズに、別の星の冒険が楽しめるようになっている」と述べている。小泉は、マリオシリーズのコンセプトは「自由で開かれた」ものであるため、ゲームを楽しくするアイデアを制約なく取り入れられたと述べた。
開発中、スタッフメンバーは、ゲームが提供する自由度、特にマリオの変身能力を楽しんでいた。岩田は、ハチマリオが女性に人気だったことを述べ、他の変身能力はゲームプレイに多様性をもたらすことになったと述べた。ゲームに変身能力を含めるというアイデアは小泉から出たものであった。本作を手掛けた女性スタッフの一人が小泉からマリオを何に変身させたいか尋ねられ、「ハチマリオがいい」と答え、それがゲームに反映された。開発チームは、常にアイデアを議論し、そのアイデアをゲームに取り入れてより面白くする方法を模索した。岩田は、宇宙という舞台設定は幅広いアイデアを柔軟に取り入れられて好都合だったと述べた。
小泉はマリオシリーズが「（クリアしなくても）触るだけで楽しい」ゲームであるべきだと考えていた。この目的を達成するために、子供を含むあらゆるタイプの人々が楽しめるような場所をステージに用意した。複数のプレイヤーがゲーム進行を競い合えるように、セーブデータの数は6つ用意された。岩田によると、初代『スーパーマリオ』が発売された当時はプレイヤーのほかにギャラリーがテレビの周りに集まるものだった。岩田は、よくできたビデオゲームは見るだけで面白いとし、また、普段ゲームをしない人々も協力モードを通じて一緒にプレイできればいいと述べた。本作は『マリオ64』と同じく、すべてのスターを集めなくてもクリアでき、合計120以上のパワースターのうち、クリアのみの場合は半分あれば可能となっている。

### 音楽
音楽監督を担当した横田真人は、開発の当初からラテン系のポップな音楽にしたいと考えていた。ラテンアメリカの打楽器であるスチールパン、ボンゴ、コンガなどは、以前からマリオシリーズで使用されていた。横田はラテンアメリカの楽器とシンセサイザーを使用して宇宙の雰囲気を再現したテーマ曲を作った。しかしその曲は音響監督の近藤浩司から却下され、自信を打ち砕かれた横田は仕事を辞めようとまで思った。近藤は横田に「マリオがかわいいというイメージがあったら、それは捨ててください」と言い、「かっこいい」イメージで作曲し直すよう指示した。横田はマリオが子供向けのキャラクターであるという印象を持っていたため、子供を喜ばせる「かわいい」音楽を作曲していた。3か月後、横田は作曲の方向性を決めてもらうため宮本茂に3つの異なるスタイルの音楽を提示した。1曲目はオーケストラ風のサウンド、2曲目はオーケストラとポップサウンドを融合させた曲、3曲目はポップミュージックであった。宮本は、最も「宇宙のように」聞こえたことから、「エッグプラネット」というオーケストラの楽曲を選んだ。横田はマリオシリーズのベースだったトロピカルサウンドにとらわれる必要はないと気づき、本作に合わせて宇宙をイメージさせる曲を作っていった。
サウンドトラックに多様性を生み出すために、横田と近藤は別々に作曲した。近藤が4曲、横田が残りの曲を作曲した。横田はゲームのサウンドトラックを一人で作曲すると「音楽のテイストが偏ってしまう」と考えていた。近藤は横田から頼まれた作品だけを作曲した。
開発の初期には様々な音響効果がWiiリモコンのスピーカーから出るように設計されていた。しかし、サウンドディレクターである川村昌史は、テレビと同じ音が流れるだけであれば、その必要性を感じなかった。そのため、Wiiリモコンの効果音は基本的にマリオのアクション関連の音のみに限定し、プレイヤーがよりゲームに没頭できるようにした。さらに、Wiiリモコンは同時に振動するようになっており、音との相互作用による深みを生み出した。例えば、マリオがスターピースを拾った際には、まずテレビで「キン」と音が鳴り、遅れて手元のWiiリモコンで「コン」と鳴るように調整されている。これによって、スターピースが手元に飛んできたような感覚を味わうことができる。また、スターキャプチャーを使ってマリオが移動する際の効果音は多くの試行錯誤が重ねられた。
マリオとルイージの声はチャールズ・マーティネー、クッパの声はケニー・ジェームズ、ピーチ姫とキノピオの声はサマンサ・ケリー、ロゼッタの声はメルセーディス・ローズが担当した。
サウンドトラックは、50人で構成される交響楽団が演奏した28の曲で構成されている。横田は当初、オーケストラがマリオのゲームのテンポに合うだろうかと懸念していた。近藤も、生演奏の音楽を使用すると「別のCDプレイヤーから流れてくる音楽に合わせて」プレイする感覚になってしまうだろうと考えた。サウンドトラックをゲームプレイに同期させるため、川村は、『ゼルダの伝説 風のタクト』や『ドンキーコングジャングルビート』で効果音を同期させるために使用したものと同様の手法を利用した。この方法は、MIDIデータをストリーミングデータと同期させることで、BGMとタイミングを合わせて効果音を再生している。この同期を実現するために、音響チームはメトロノームを活用し、オーケストラが決められたテンポで演奏するようにした。
公式サウンドトラックは2008年1月24日にリリースされた。当初は日本のクラブニンテンドー加入者限定であったが、2008年11月にはヨーロッパのクラブニンテンドーのメンバーも利用できるようになった。サウンドトラックはオリジナルバージョンとプラチナバージョンの2種類で発売された。オリジナルバージョンにはゲーム内で使用された28曲のみが含まれており、プラチナバージョンにはオリジナルバージョンの28曲に追加で53曲を加えた合計81曲が収録されている。北米では、2011年にオリジナルサウンドトラックが黒の新型Wiiに『New スーパーマリオブラザーズ Wii』とともに同梱されていた。
| #   | タイトル                 | 作詞 | 作曲・編曲 | 時間 |
| --- | ------------------------ | ---- | ---------- | ---- |
| 1.  | 「Overture」             |      |            | 1:23 |
| 2.  | 「星くず祭」             |      |            | 1:29 |
| 3.  | 「襲来！クッパ船団」     |      |            | 1:19 |
| 4.  | 「カタストロフィー」     |      |            | 0:54 |
| 5.  | 「うばわれたピーチ城」   |      |            | 0:32 |
| 6.  | 「Into the Galaxy」      |      |            | 1:25 |
| 7.  | 「エッグプラネット」     |      |            | 2:41 |
| 8.  | 「天文台のロゼッタ1」    |      |            | 2:27 |
| 9.  | 「ミツバチの王国」       |      |            | 2:37 |
| 10. | 「スターダストロード」   |      |            | 3:21 |
| 11. | 「バトルロック」         |      |            | 3:20 |
| 12. | 「グラスビーチ」         |      |            | 2:21 |
| 13. | 「天文台のロゼッタ2」    |      |            | 2:24 |
| 14. | 「クッパJr.登場」        |      |            | 2:54 |
| 15. | 「テレサワルツ」         |      |            | 2:52 |
| 16. | 「フローターランド」     |      |            | 3:11 |
| 17. | 「ウィンドガーデン」     |      |            | 3:44 |
| 18. | 「天文台のロゼッタ3」    |      |            | 2:44 |
| 19. | 「宿敵クッパ大王」       |      |            | 3:14 |
| 20. | 「ヘルプロミネンス」     |      |            | 4:08 |
| 21. | 「ギャラクシープラント」 |      |            | 2:27 |
| 22. | 「大王星の決戦」         |      |            | 2:25 |
| 23. | 「夜明け～新しい朝～」   |      |            | 0:56 |
| 24. | 「誕生」                 |      |            | 1:56 |
| 25. | 「Super Mario Galaxy」   |      |            | 4:03 |
| 26. | 「パープルコメット」     |      |            | 3:02 |
| 27. | 「青空アスレチック」     |      |            | 1:10 |
| 28. | 「スーパーマリオ2007」   |      |            | 2:19 |

| #   | タイトル                      | 作詞 | 作曲・編曲 | 時間 |
| --- | ----------------------------- | ---- | ---------- | ---- |
| 1.  | 「ファイルセレクト」          |      |            | 0:53 |
| 2.  | 「チコ」                      |      |            | 0:56 |
| 3.  | 「へブンズドア」              |      |            | 2:02 |
| 4.  | 「とらわれしグランドスター」  |      |            | 0:35 |
| 5.  | 「ほうき星の天文台へ1」       |      |            | 0:45 |
| 6.  | 「天文ドーム」                |      |            | 1:58 |
| 7.  | 「コースセレクト」            |      |            | 0:41 |
| 8.  | 「ディノパックン」            |      |            | 1:13 |
| 9.  | 「スターゲットチャンス」      |      |            | 0:55 |
| 10. | 「緊迫」                      |      |            | 0:41 |
| 11. | 「クワカブト一家の逆襲」      |      |            | 1:58 |
| 12. | 「オタキング」                |      |            | 1:11 |
| 13. | 「キノピオ探検隊」            |      |            | 0:41 |
| 14. | 「シッププラント」            |      |            | 2:21 |
| 15. | 「オーシャンレース」          |      |            | 1:22 |
| 16. | 「宇宙幻想」                  |      |            | 2:00 |
| 17. | 「メガレッグ」                |      |            | 1:31 |
| 18. | 「ほうき星の天文台へ2」       |      |            | 0:30 |
| 19. | 「宇宙アスレチック」          |      |            | 1:16 |
| 20. | 「レッドコメット」            |      |            | 1:52 |
| 21. | 「グラスビーチ ～海中～」     |      |            | 1:31 |
| 22. | 「間奏曲」                    |      |            | 0:38 |
| 23. | 「クッパ砦出現」              |      |            | 0:52 |
| 24. | 「クッパ砦の死闘」            |      |            | 2:11 |
| 25. | 「大階段」                    |      |            | 0:36 |
| 26. | 「クッパ大王登場」            |      |            | 0:32 |
| 27. | 「タマコロ1」                 |      |            | 1:04 |
| 28. | 「書斎」                      |      |            | 0:58 |
| 29. | 「フローターランド ～海中～」 |      |            | 1:55 |
| 30. | 「レインボーマリオ」          |      |            | 0:31 |
| 31. | 「うさぎを追いかけろ！」      |      |            | 1:07 |
| 32. | 「HELP！」                    |      |            | 0:28 |
| 33. | 「モグキング」                |      |            | 0:55 |
| 34. | 「土管内部」                  |      |            | 0:44 |
| 35. | 「シャドウコメット」          |      |            | 0:56 |
| 36. | 「ティアドロップ」            |      |            | 1:19 |
| 37. | 「キングボーネ」              |      |            | 1:48 |
| 38. | 「テレサレース」              |      |            | 1:28 |
| 39. | 「アイスマウンテン」          |      |            | 1:31 |
| 40. | 「アイスマリオ」              |      |            | 0:30 |
| 41. | 「溶岩道」                    |      |            | 1:31 |
| 42. | 「ファイアマリオ」            |      |            | 0:29 |
| 43. | 「サンドアイランド」          |      |            | 3:04 |
| 44. | 「鋼鉄魔王メカクッパ」        |      |            | 1:23 |
| 45. | 「あわわわわ」                |      |            | 0:37 |
| 46. | 「ダンジョンケイブ」          |      |            | 1:43 |
| 47. | 「ボスカメック」              |      |            | 1:25 |
| 48. | 「タマコロ2」                 |      |            | 0:42 |
| 49. | 「悲しみの少女」              |      |            | 0:48 |
| 50. | 「フライングマリオ」          |      |            | 1:11 |
| 51. | 「星の赤ちゃん」              |      |            | 0:51 |
| 52. | 「ねがいごと」                |      |            | 0:42 |
| 53. | 「かぞく」                    |      |            | 1:23 |

## 評価
本作は批評家から高い評価を受け、レビュー収集サイトのMetacriticでは、73件のレビューにより100点満点中97点を獲得し、同サイトにおいて6番目に高い評価を得たゲームとなっている。同様に、レビュー収集サイトであるGameRankingsでは、78件のレビューに基づき97.64%のスコアを得た。これはレビュー数が20以上あるゲームのスコアの中で歴代最高となった。
ビジュアルとグラフィックの表現は、高い評価を得た。「Official Nintendo Magazine」のクリス・スカリオンは、Wiiで実現可能なグラフィックの最大限を引き出したと述べ、その視覚効果と広いプレイエリアがプレイヤーを常に驚かせるだろうと述べた。「1UP.com」のジェレミー・パリッシュは、ゲームの視覚効果が非常に印象的であり、Wiiのグラフィック性能を物足りなく感じさせるほどだと述べた。「Computer and Video Games」のアンドリュー・ロビンソンは、任天堂はグラフィックよりもゲームプレイを優先するのが常だが、本作は「両方とも完璧であった」と述べた。「Eurogamer」のマーガレット・ロバートソンは、ビジュアルを「創造力の爆発」と称し、ステージデザインの巧みさも同じく素晴らしいとした。「ゲーム・インフォーマー」のアンドリュー・ライナーは、水と粒子の効果の表現の良さを評価したが、ビジュアルは『スーパーマリオサンシャイン』と同等であると述べた。「GamePro」のパトリック・ショーは、本作が視覚表現と操作の両方でWiiの機能を最大限に活用していると述べた。
ゲームの表現に関して、「Game Revolution」のクリス・フダックは、本作が『スーパーマリオ64』の「次世代の生まれ変わり」であり、洗練され、魅力的で刺激的であると述べた。「GameSpot」のアレックス・ナヴァロは、カラフルで躍動的なステージやアニメーション、キャラクターデザインを高く評価し、「これほど見栄えの良いWiiゲームはない」と述べた。さらに、ナヴァロは、フレームレートの低下を最小限に抑えるゲームエンジンの能力を高く評価した。「GameSpy」のブリン・ウィリアムズは、本作がWiiのゲームソフトの中で最高のビジュアルを持っていると評価し、グラフィックは「この世のものとは思えない」ものであり、その幅広い色の表現が「期待を超える」質感を生み出すと述べた。「GamesRadar」のレビュアーは、ゲームのビジュアルコンセプトを「言葉では説明できない」と述べている。「GameZone」のルイス・ベディガンは、本作のビジュアルが以前のマリオゲームのブロック状のキャラクターと対照的であると述べ、美しい惑星のデザインやその他のすべての「目に楽しさ」を与えるような質感が良いと評価した。「IGN」のマット・カサマッシナは本作がWiiを発展させた唯一のゲームであり、「素晴らしい芸術」と「素晴らしい技術」の2つを組み合わせ、「驚くべき結果」を生み出したと述べている。「Play」のデビッド・ハルバーソンは、本作が非常に洗練されており、「非常に美しい次世代のようなグラフィック」を特徴としていると述べた。
ゲームプレイ、特にWiiリモコンの使用と重力の要素は高く評価された。「Edge」のレビュー担当者は、ゲームでのWiiリモコンの使用を高く評価し、『ゼルダの伝説 トワイライトプリンセス』の「徹底したリテラリズム（直訳主義）」と称されるほど単純な操作とは対照的に、リモコンによる操作がゲームのいたるところにさりげなく組み込まれていると述べた。スカリオンは当初、Wiiリモコンをポインターとして使用することに懐疑的であったが、開始から「ほんの数分のうちに、マリオ64の時代からこれをやっていたように感じた」とWiiリモコンの使用に意義を感じるようになったと述べた。また、本作の最大の強みは、他のゲームとも比較しても類を見ないゲームプレイにあると考えた。「ITmedia」のレビューでは、重力が「本作の最大の売りだと言ってもいいだろう」と述べられた。パリッシュは様々に変化する重力を評価し、独創的なシステムであるにもかかわらず「自然にプレイできる」点を賞賛した。ロビンソンも同様に重力を高く評価し、重力を利用した多様なゲームプレイ方式により、ゲームのプレイエリアを「びっくりするほど」拡大することができると述べた。ロバートソンは、ゲーム内の重力の利用を「創造力の爆発（explosion of inventiveness）」と表現した。ライナーは、第七世代ゲーム機向けにプラットフォーム・ゲームジャンルを再確立し、以前のマリオゲームの懐かしさと同時に物理法則を破る新しさを兼ね備えていると述べた。「デストラクトイド」のアーロン・リンデは、本作がWii専用に開発された数少ないゲームの1つであり、実際にコントローラーは違和感や強制感を感じさせることなく非常にうまく操作できると述べた。
ショーは、新たなゲームプレイの仕組みがスーパーマリオシリーズに再び活気を与えたと述べ、『スーパーマリオ64』以来の最高のタイトルであると要約した。同様に、フダックは本作が『スーパーマリオ64』の生まれ変わりであると考えていたが、様々なゲームプレイには「特徴的な宮本のスタイル」があると述べている。「ファミ通」のレビュアーは、ゲームのテンポについて「非常に良い」とコメントし、ステージデザインと難易度のバリエーションの多さを「飽きることがない」と述べた。ナヴァロは、ステージデザインが「あらゆる点で一番」であると述べ、ゲームの変身能力を高く評価し、ゲームプレイに「大きな広がり」をもたらしたとも付け加えている。ウィリアムズは、アシストプレイモードは表面的なもので、全体的なゲームプレイの体験に何も貢献しなかったと意見を述べた。その一方で、Wiiリモコンとヌンチャクの両方の使用を高く評価し、ゲームプレイの様々な要素が「ピンポイントで正確」に設計されていると述べた。「ITmedia」のレビューでは、アシストプレイモードを「新しい面白さを体験できる要素」と述べ、アクションが得意ではない人でも気軽にゲームに参加できるという点が予想以上に好評だと述べられた。「GamesRadar」の批評家は、リモコンとヌンチャクによる操作方式が『スーパーマリオサンシャイン』の操作よりも滑らかであると考えた。ベディガンは、操作と世界のデザインに関して、両方の点が「ゲームが得ることのできる完璧に近い」と述べた。カサマッシナは、ゲームプレイの仕組み、特に変化する物理法則を「非常に面白い」と評価した。また、モーションセンサーが適切に使用されており、ステージによって様々な操作方法が楽しめると述べた。ハルバーソンは、特に革新的なゲーム操作を高く評価し、Wiiリモコンとヌンチャクが巧みに活用されており、他の方法でプレイすることは想像できないと述べた。「GameSpark」は、ステージの攻略ルートが一方通行であったり、マリオの移動速度が遅くなっていたりするなど、『スーパーマリオ64』に比べて、より一般向けになっていると述べた。一方で、マリオ64にあってサンシャインにはなかった「初めて触れる喜びに満ちた奇想天外なステージの数々」がアクションゲームファンが望んでいたものだと述べている。「インサイド」は、球形の星を一周する感覚は、当時のアクションゲームでは非常に画期的であり、重力とアクションに新たな関係性をもたらしたと述べた。
サウンドトラックと音響効果は批評家から高い評価を得た。スカリオンは、スーパーマリオシリーズの中でも最高のものであり、ゲーム全体にわたって曲とステージの環境がよくマッチしていると述べた。パリッシュは、オーケストラの音楽がビジュアルよりも優れていると考え、躍動感のあるサウンドは「典型的なマリオ」でありながら、意外なほど洗練されたものであると述べた。ライナーは、オーケストラのサウンドトラックは美しく、懐かしさを感じさせると述べ、ロビンソンも同様に「素晴らしい」と述べた。ナヴァロは、 現代的にアレンジされたサウンドトラックを高く評価し、素晴らしく「一流」であると述べた。ウィリアムズは、Wiiのゲームの中で最高のサウンドを誇り、オリジナルサウンドトラックはファーストパーティーである任天堂が成し遂げた名作として「歴史に残る」だろうと述べた。「GamesRadar」の批評家は、これまでゲームで聞いた中で最高のオーケストラ音楽が使われていると述べた。ベディガンは、このサウンドトラックがゲームミュージックの「新たな一歩」であり、その音楽を感動的で息を呑むものとして高く評価した。カサマッシナは、音楽が「非常に優れている」「間違いなく素晴らしい」と評価し、それまでの任天堂のゲームの中で最高の音楽であると要約した。フダックはマリオシリーズが伝統的にそうであるようにセリフのボイスがないことを批判したが、もしボイスが含まれていたなら「おそらく退屈で間違っているように思われただろう」と認めた。

### 売上
日本では発売初週に約25万本の売上を記録し、発売数週間で35万本を売り上げた。また、2008年3月末までに93万本を販売した。アメリカでは発売初週に50万本を売り上げ、当時のアメリカ国内で発売されたマリオゲームの初週売上としては歴代最高だった。NPDグループは2007年12月、アメリカで140万本売り上げたと発表した。これは同年12月にアメリカで最も売れたゲームとなった。発売から2007年末までにアメリカで252万本が販売され、2007年にアメリカで5番目に多く売れたゲームとなった。発売13ヶ月後には全世界で766万本の売上を記録した。2010年1月までにアメリカで410万本が販売された。そして2月までに、同国で500万本以上売り上げた9本のWiiタイトルの1つとなった。2020年3月末までに、本作は世界中で1280万本を売り上げた。これは、同梱販売ではないWii用ゲームソフトとしては3番目に売れ、任天堂がWii向けに発売したゲームとしては9番目に売れた。

### 受賞・ノミネート
本作は、IGN、GameSpot、Nintendo Power、Kotaku、Yahoo!より2007年のゲーム・オブ・ザ・イヤー賞を受賞した。また、日本ゲーム大賞2008「年間作品部門」で優秀賞を受賞した。2007年発売のソフトを対象にファンの投票を参考にして審査を行う『ファミ通アワード 2007』において、大賞の「ゲーム･オブ･ザ･イヤー」に選出された。GameRankingsでは、2007年に発表されたゲームの中でスコアが最も高かった。2008年2月、第11回年間インタラクティブ・アチーブメント・アワード（現在のDICEアワード）にて、Academy of Interactive Arts & Sciencesから「アドベンチャー・ゲーム・オブ・ザ・イヤー」賞を受賞した。また、「総合ゲーム・オブ・ザ・イヤー」、「コンソールゲーム・オブ・ザ・イヤー」、「ゲームデザインにおける優れた功績」、「ゲームプレイエンジニアリングにおける優れた功績」、「ゲームの優れたイノベーション」にもノミネートされた。「Official Nintendo Magazine」の「史上最高の100の任天堂ゲーム」のリストで3位に選出された。2009年、第5回英国アカデミー賞ゲーム部門で『コール オブ デューティ 4 モダン・ウォーフェア』を上回り、「ゲーム・オブ・ザ・イヤー」を受賞した。任天堂のゲームが英国映画テレビ芸術アカデミーで受賞したのはこれが初めてであった。同年、IGNから第1位のWiiゲームに選ばれた。また、EurogamerとIGNは、本作を「ゲーム・オブ・ザ・ジェネレーション（世代を代表するゲーム）」と命名した。2015年、USgamerの「2000年以降の15のベストゲーム」のリストで11位に選定された。ギネス世界記録は、発売直後のインパクトとその後の長期的な影響に基づく「史上最高の50のコンソールゲーム」のリストで本作を29位に選定した。また、「Official Nintendo Magazine」の最終号では、史上最高の任天堂ゲームとして選定された。サウンドトラックは、Edgeから「ベスト・デザイン・イン・オーディオ」賞を受賞した。

## 発売後の展開
宮本茂はファミ通の1,000号において、本作の続編の制作に関心を示した。続編は開発の初期段階では「マリオギャラクシー 1.5」と呼ばれ、前作の地形をそのまま使用する予定であった。しかし、時間と共に、新しい要素とアイデアがゲームに取り入れられたことで、続編は完全な新作となった。『スーパーマリオギャラクシー2』は、ロサンゼルスで開催されたE3 2009にて発表され、2010年5月23日に北米で、2010年5月27日に日本で、そして2010年6月11日にヨーロッパで発売された。続編は前作と同様に高い評価を得ており、2011年4月時点で、世界で636万本を売り上げている。
任天堂がNvidia、iQiyiとのパートナーシップ契約を締結したことにより、2018年3月22日に本作や他のWii用ゲームソフトは中国でNvidiaのShield TV向けに発売された。Nvidia Shield版はエミュレーターを介してゲームが実行されているが、UIと操作方法は変更されており、解像度は1080pとなっている。また、Shield Tabletにはモーションセンサーがないため、一部の操作方法が変更されている。例えば、ポインター操作はタブレットの右のアナログスティックに変更され、ギャラクシーの選択は右のトリガーボタンに変更されている。
2020年9月18日から2021年3月末までの期間限定で発売されたNintendo Switch用ソフト『スーパーマリオ 3Dコレクション』には、『スーパーマリオ64』『スーパーマリオサンシャイン』とともに本作が収録されている。